# Pikku-Harmaa
Pikku-Harmaa är en ö i Finland. Den ligger i sjön Kerteselkä och i kommunen Jämsä i landskapet Mellersta Finland, i den södra delen av landet, 200 km norr om huvudstaden Helsingfors. Öns största längd är 40 meter i öst-västlig riktning.